# East Praya District
East Praya District (indonesiska: Kecamatan Praya Timur) är ett distrikt i Indonesien.   Det ligger i provinsen Nusa Tenggara Barat, i den sydvästra delen av landet, 1 100 km öster om huvudstaden Jakarta. East Praya District ligger på ön Lombok Island.